# Najat Vallaud-Belkacem
Najat Vallaud-Belkacem (Ayt Chiker, 4 ottobre 1977) è una politica francese, ministro dell'educazione nazionale e dell'istruzione superiore e della ricerca nel secondo governo Valls e nel governo Cazeneuve dal 2014 al 2017.
Nel 2014, i sondaggi d'opinione hanno rilevato che Vallaud-Belkacem è tra i politici più popolari del paese. Dal 2020 è direttrice di One Campaign in Francia.

## Biografia
Seconda di una famiglia di sette figli, Vallaud-Belkacem è nata il 4 ottobre 1977  nella campagna marocchina a Bni Chiker, un villaggio vicino a Nador nella regione del Rif. Le sue nonne erano rispettivamente algerine e spagnole, entrambe sposate con marocchini. Ha trascorso i suoi primi anni crescendo nella fattoria dei suoi nonni.
Nel 1982 Vallaud-Belkacem raggiunge suo padre, un operaio edile, con la madre e la sorella maggiore Fatiha. Da quel momento in poi, è cresciuta in un quartiere povero di Abbeville, una città nel nord della Francia, e poi in un sobborgo di Amiens. Ha ottenuto la nazionalità francese a 18 anni.
Vallaud-Belkacem si è laureata all'Istituto di studi politici di Parigi (Sciences Po Paris) nel 2002. A Sciences Po ha incontrato Boris Vallaud, che ha sposato il 27 agosto 2005.

## Carriera politica

### Politica locale
Vallaud-Belkacem ha aderito al Partito Socialista nel 2002 e si è unita alla giunta del sindaco di Lione Gérard Collomb nel 2003, guidando azioni per rafforzare la democrazia locale, la lotta contro la discriminazione, la promozione dei diritti dei cittadini e l'accesso all'occupazione e all'alloggio.
Eletta al Consiglio regionale del Rodano-Alpi nel 2004, ha presieduto la Commissione Cultura fino alle sue dimissioni nel 2008. Nel 2005 è diventata consigliera del Partito Socialista. Nel 2005 e nel 2006 è stata editorialista del programma culturale C'est tout vu su Télé Lyon Municipale insieme a Stéphane Cayrol.
Nel marzo 2008 Vallaud-Belkacem è stata eletta consigliere generale del dipartimento del Rodano alle elezioni cantonali con il 58,52% dei voti al secondo turno, per conto del Partito Socialista nel cantone di Lione-XIII. Dal 2008 al 2014 è stata anche consigliera della città di Lione con responsabilità sui grandi eventi, la gioventù e la vita comunitaria.

### Politica nazionale
Nel febbraio 2007, Vallaud-Belkacem si è unita alla squadra della campagna presidenziale di Ségolène Royal come portavoce, ricoprendo l'incarico insieme a Vincent Peillon e Arnaud Montebourg. Nel 2009, Vallaud-Belkacem è stato nuovamente portavoce di Royal in vista delle primarie presidenziali del Partito Socialista francese del 2011, questa volta insieme a Delphine Batho. Dopo la vittoria di François Hollande alle primarie presidenziali, Vallaud-Belkacem è diventata la portavoce della sua campagna per le elezioni presidenziali del 2012.

#### Attività ministeriale
Il 16 maggio 2012, Vallaud-Belkacem è stata nominata dal presidente Hollande ministro dei diritti delle donne e portavoce del governo nel governo Ayrault I e successivamente nel governo Valls I. Nel governo Valls I è stata in seguito ministro della città e ministro della gioventù e dello sport dal 2 aprile 2012 al 26 agosto 2014.
Nella sua veste di ministro, Vallaud-Belkacem ha fatto notizia nel 2012 quando ha introdotto corsi contro il sessismo con presentazioni su stereotipi, linguaggio inappropriato, disparità salariale e violenza domestica per i suoi colleghi del governo. Nello stesso anno annunciò di voler abolire la prostituzione in Francia e in Europa; In seguito alla sua iniziativa, l'Assemblea nazionale ha poi votato a favore per dare alla Francia una delle leggi sulla prostituzione più restrittive d'Europa.
Nel 2013, ha dichiarato ufficialmente revocata una vecchia legge che imponeva alle donne di Parigi di chiedere il permesso alle autorità cittadine prima di "vestirsi da uomini", compreso indossare pantaloni (con eccezioni per chi "tiene il manubrio di una bicicletta o le redini di un cavallo").

#### Ministro dell'educazione nazionale, dell'istruzione superiore e della ricerca (2014-2017)
Vallaud-Belkacem è stata scelta per ricoprire la carica di ministro dell'educazione nazionale, dell'istruzione superiore e della ricerca il 27 agosto 2014, diventando la prima donna con questo ruolo.
Alla fine del 2014, poco dopo la sua nomina a ministro dell'educazione nazionale, dell'istruzione superiore e della ricerca, i sondaggi d'opinione hanno classificato Vallaud-Belkacem solo al secondo posto a livello di popolarità tra i politici francesi, dopo Alain Juppé. All'inizio del 2015, il New York Times l'ha descritta come "una delle stelle nascenti" all'interno del suo partito. Alla fine della presidenza di Hollande, era uno dei pochi funzionari che erano stati membri dei suoi vari governi durante il suo mandato.
Dopo 15 anni di attività politica, Vallaud-Belkacem ha deciso di prendersi una pausa nel giugno 2017. Ha sostenuto la campagna presidenziale di Benoît Hamon alle elezioni presidenziali francesi del 2017. Nonostante le speculazioni, ha annunciato che non avrebbe corso per la segreteria del Partito Socialista al Congresso di Aubervilliers nel 2018. Ha invece pubblicamente appoggiato Olivier Faure come nuovo segretario.

## Altre attività
- More in Common, membro del consiglio globale[11]
- Tent Partnership for Refugees, co-presidente del consiglio consultivo[12]

## Attacchi personali
Nel 2015, l’ex presidente Nicolas Sarkozy è stato criticato per aver fatto appello ai sentimenti razzisti quando, senza usare parole esplicitamente razziste, ha individuato le due ministre non bianche – Vallaud-Belkacem e Christiane Taubira – in un governo in gran parte bianco con l’accusa di grave incompetenza.

## Vita privata
Nel 2000, Belkacem incontrò suo marito, Boris Vallaud, a Sciences Po Paris, dove entrambi studiavano. La coppia si sposò il 27 agosto 2005 a Hontanx, e Belkacem acquisì ufficialmente il cognome del marito con un trattino davanti al suo. Nel 2008, la coppia diede il benvenuto a due gemelli, un maschio e una femmina: Louis-Adel e Nour-Chloé. Come simbolo delle origini miste della coppia, i nomi dei gemelli contengono ciascuno un nome francese e uno nordafricano.
Vallaud-Belkacem si descrive come una «musulmana non praticante».